# Cobblers Mound
Cobblers Mound (englisch für Schusterhügel) ist ein 65 m hoher Hügel auf Bird Island vor der nordwestlichen Spitze Südgeorgiens. Er ragt westlich der Sooty Cove und nordwestlich des Shoemaker Point auf.
Das UK Antarctic Place-Names Committee benannte ihn 2012 in Anlehnung an die Benennung des Shoemaker Point (englisch für Schumacherspitze).